# Dilema del tranvía

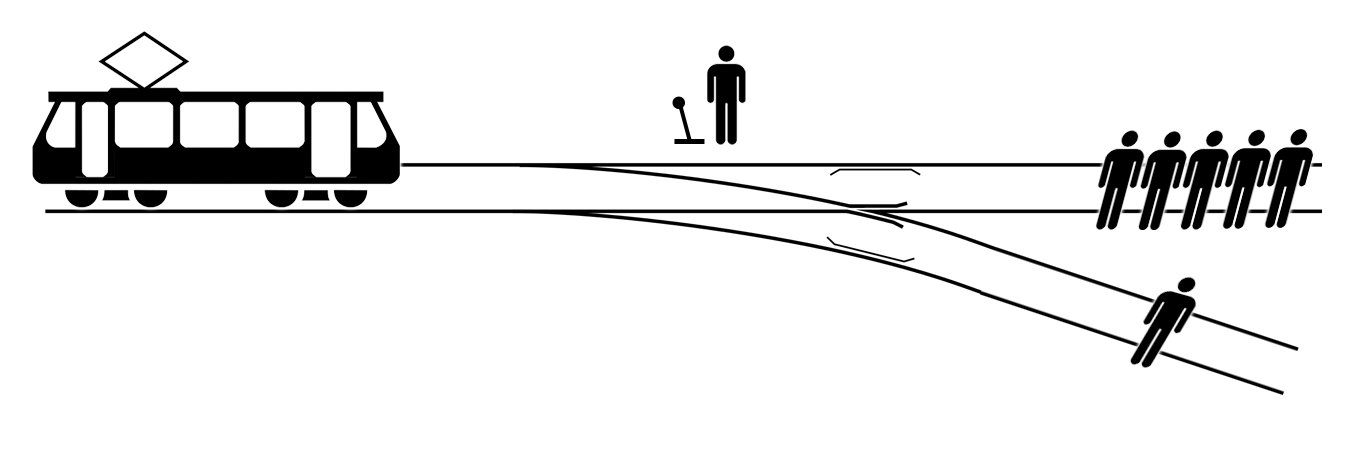
¿Deberías desviar el tranvía?

El dilema del tranvía es un experimento mental en ética, ideado por Philippa Foot y analizado extensamente por Judith Jarvis Thomson y, más recientemente, Peter Unger. Problemas similares han sido tradicionalmente tratados en derecho penal y, algunas veces, regulados en los códigos penales, también en derecho civil. Un ejemplo clásico de esos problemas es conocido como la tabla de Carnéades, elaborado por Carnéades para atacar la inconsistencia de las teorías morales estoicas. El filósofo del derecho alemán Karl Engisch analizó un dilema similar en su tesis de habilitación de 1930, al igual que el jurista alemán Hans Welzel en un trabajo de 1951.

## Definición del problema
Un tranvía corre fuera de control por una vía. En su camino se hallan cinco personas atadas a la vía por un filósofo malvado. Afortunadamente, es posible accionar un botón que encaminará al tranvía por una vía diferente, por desgracia, hay otra persona atada a ésta. ¿Debería pulsarse el botón?

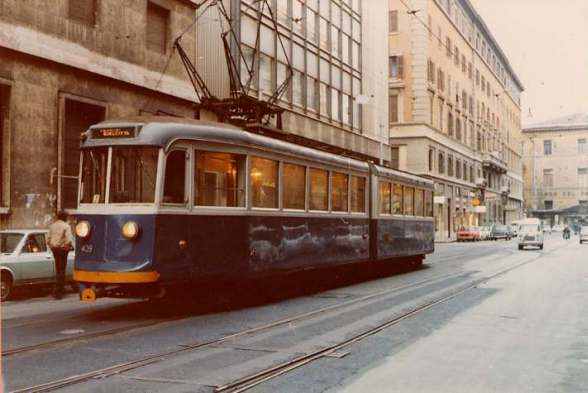
Un tranvía.

En el problema moral anterior nos cuestionan la diferencia entre causar un mal y dejar que ocurra. Si decidimos pulsar el botón como el 90% personas lo hizo según un estudio de Harvard, acudiríamos a la opción de causar un mal con el argumento de salvar cinco vidas a diferencia de solo una; mientras que si tomamos la decisión de no oprimir el botón, acudiríamos a la opción de dejar que un mal ocurra. Este problema es utilizado para evaluar la moral del individuo.
El neurocientífico Joshua Greene dice que al oprimir el botón se activan las zonas del cerebro que están relacionadas con las emociones, mientras que si no se oprime el botón intervienen la zona del cerebro relacionadas al razonamiento.
Científicos han usado este problema para analizar el comportamiento del cerebro, y para evaluar la moral,  los casos en los que el razonamiento o los sentimientos intervienen a la hora de tomar decisiones y qué tan bueno es permitir que estos intervengan.

## Problemas relacionados
El problema inicial del tranvía llega a ser interesante cuando es comparado a otros dilemas morales.

### El hombre del tejado
Uno de ellos es el ofrecido por Judith Jarvis Thomson:

Como antes, un tranvía descontrolado se dirige hacia cinco personas. El sujeto se sitúa en un puente sobre la vía y podría detener el paso del tren lanzando un gran peso delante del mismo. Mientras esto sucede, al lado del sujeto sólo se halla un hombre muy gordo; de este modo, la única manera de parar el tren es empujar al hombre gordo desde el puente hacia la vía, acabando con su vida para salvar otras cinco. ¿Qué debe hacer el sujeto?

En este caso se encuentra una gran resistencia a decidir una participación activa. La mayor parte de la gente que en el caso anterior aprobaba el sacrificio de uno en favor de los otros cinco no aprueba, en esta situación, lanzar al hombre gordo a la vía. Esto ha llevado a que se intente encontrar una diferencia moral relevante entre ambos casos.
Una distinción clara está en que en el primer caso no hay una intención clara de dañar a nadie —el daño efectuado sobre el individuo de la vía alternativa es un efecto secundario de apartar el camino del tranvía de los otros cinco—. No obstante, en este segundo caso el daño va directamente parejo al intento de salvar los otros cinco.
Por ello, hay quienes consideran que la diferencia entre ambos casos consiste en que se pretende la muerte de alguien para salvar a cinco, lo cual es malo, mientras que en el primer caso no existe tal intención. La solución es esencialmente una aplicación de la doctrina del doble efecto, según la cual uno puede tomar una acción que concurra con perniciosos efectos secundarios, mientras que causar daño activamente —aunque fuere por una buena causa— es incorrecto. Mientras que puede ser justificable sacrificar al hombre gordo para salvar a las otras víctimas, que todo suceda como está planeado no es algo seguro, por lo que podría resultar una pérdida innecesaria del hombre gordo por añadidura a la de las otras cinco personas, pero al ser un dilema intelectual se asume el dilema en sus términos (empujarle para el tren).
Por otro lado, Thomson argumenta que la diferencia esencial entre el problema inicial del tranvía y la segunda versión radica en que en el primer caso el daño ocurre en paralelo a la acción del sujeto, mientras que en el segundo el sujeto debe realizar una acción directa sobre el hombre gordo para salvar a los demás. Según Thomson, nadie en el primer caso tiene ningún derecho sobre cualquier otra posible víctima a evitar el tranvía, mientras que en el segundo el hombre gordo tiene derecho a no ser lanzado a la vía.
Quienes sostienen posiciones consecuencialistas rechazan esto. Un ejemplo de estas es el utilitarismo. Desde posiciones no utilitaristas, Peter Unger, rechaza que haya una diferencia moral substancial entre llevar el peligro a un individuo o poner un individuo en el camino del peligro.

### La vía en bucle
La afirmación de que es incorrecto utilizar la muerte de uno para salvar a cinco aparece en un problema con una variante de bucle como esta:

Como antes, un tranvía se mueve por una vía hacia cinco personas. Al igual que en el primer caso, es posible desviarlo a una vía distinta. En esta vía hay un solo hombre gordo. Sin embargo, más allá del hombre gordo, la vía se encamina de vuelta a los otros cinco. Si no fuera por la presencia del hombre gordo, pulsar el interruptor no salvaría a los otros cinco. ¿El interruptor debería ser accionado?

La única diferencia entre este caso y el problema original del tranvía está en la porción de vía añadida, que parece una diferencia trivial (especialmente dado que el tranvía no la transcurrirá en principio). Intuitivamente puede sugerirse que la respuesta debe ser la misma que en el problema original —está permitido accionar el interruptor. En este caso, empero, la muerte de uno forma parte necesaria del plan para salvar a los otros cinco.
La variante del bucle no tiene por qué ser fatal para el argumento de estar usando a una persona como medio. Esto ha sido sugerido por M. Costa, apuntando que al no actuar en este escenario se estará forzosamente utilizando a las cinco personas para salvar al hombre gordo: ya que, al no hacer nada, el tranvía se ralentizará a su impacto con las cinco personas, no manteniendo ímpetu suficiente para alcanzar al hombre gordo. Como en este caso cualquier situación implica el uso de unos para salvar a otros, está permitido un mero recuento de personas a la hora de escoger a quienes salvar. Esta vía de comportamiento requiere restar importancia a la diferencia entre hacer y permitir.

### El hombre en el jardín
Unger argumenta extensivamente contra las tradicionales respuestas no consecuencialistas al dilema del tranvía. Este es uno de esos ejemplos:

Como anteriormente, un tranvía se mueve por una vía en dirección a cinco personas. Es posible desviar su dirección haciéndolo colisionar con otro tranvía pero, de hacerlo, ambos descarrilarán y se precipitarán colina abajo, atravesando una carretera, hasta el jardín de un hombre. El dueño del jardín, que se halla durmiendo en su hamaca, resultará muerto. ¿Debería desviarse el tranvía?

Las respuestas a esta pregunta dependen parcialmente de si el lector se ha topado anteriormente con el primer problema del tranvía (habiendo, desde luego, un deseo por mantener una coherencia en las propias respuestas), aunque Unger puntualiza que las personas que no se han encontrado previamente con dicho problema más probablemente responderán, en este caso, que la acción positiva propuesta sería incorrecta.
Unger argumenta que, por lo tanto, las respuestas dadas a los diferentes problemas se basan más en la psicología que en consideraciones éticas. En este último caso, dice, la única diferencia importante es que el hombre del jardín no parece particularmente involucrado. Sostiene Unger que la gente, en consecuencia a lo anterior, cree que matar al hombre no es jugar limpio, pero al mismo tiempo afirma que este estar involucrado no puede suponer una diferencia moral.
Unger también considera casos que son mucho más complejos que el dilema original, incluyendo más de dos cursos de acción posibles. En un caso así, es posible no hacer nada y dejar que mueran los cinco, o hacer algo que (a) salvará a los cinco y matará cuatro, (b) salvará cinco y matará a otros tres, (c) salvará a los cinco y matará dos, o (d) salvará a los cinco y matará uno. La mayor parte de los sujetos más ingenuos a quienes se presenta un problema de este tipo, según Unger, escogerán la opción (d): salvar a cinco y matar uno, incluso si esta vía de resolución incluye hacer algo muy similar a matar al hombre gordo, como en el caso de Thomson antes mencionado.

### La variante de la esperanza
La variante de la esperanza es una versión del problema pensado por Daniel Zubiria:

Como antes, un tranvía descontrolado se dirige hacia cinco personas. El sujeto se sitúa en un puente sobre la vía con 2 botones a su alcance. El primero sirve para cambiar de raíl del tren hacia una vía en la que matará a una persona. El segundo botón sirve para hacer descarrilar el tren. Como consecuencia de descarrilar el tren con el segundo botón obtenemos un 50% de posibilidades de matar a todas las personas, y un 50% de posibilidades de salvarlas a todas. ¿Cómo debería actuar el sujeto?

El filósofo Jonás Barnaby opina que es moralmente ético descarrilar el tren, ya que el sujeto no sería el responsable efectivo de la seguridad de los pasajeros (que en este caso, la responsabilidad recaería en la empresa de trenes, ya que su obligación es asegurar la protección de sus viajeros ante un imprevisto de tal calibre). Por tanto, el que acciona el interruptor de descarrilamiento no tiene por qué dudar de la fidelidad del tren, así que está haciendo algo moralmente correcto. El sujeto cree que, si la empresa de transportes funciona como es debido, el tren no causará víctimas al descarrilar. Si no tiene motivo para dudar de la fiabilidad de la empresa, está actuando con el método más fiable, y por supuesto, el más acorde con la humanidad que supone salvar a la persona que se enfrentaba a una muerte segura.

### Omisión de auxilio
El dilema del tranvía da respuesta a la pregunta de si somos responsables de las consecuencias de elegir "no hacer nada". Quien responde "sí" desviará el tranvía a la vía en la que hay una persona, pues asume que si elige "no hacer nada" sería responsable de matar a cuatro personas de más. En cambio, quien responde "no", no desviará el tranvía y morirán cinco personas, pues asume que si elige "no hacer nada" no es responsable de matar a cinco personas. Por dicha razón, si en la vía que hay una persona atada no hubiera ninguna entonces quienes respondieron "sí" también desviarían el tranvía, pero las personas que respondieron "no" tampoco tendrían obligación de desviar el tranvía en este caso, pues asumen que si se eligen "no hacer nada" no son responsables de matar a cinco personas, es decir, defienden un planteamiento de defensa de la omisión de auxilio.

## Posiciones filosóficas
Las posiciones filosóficas en relación con el dilema del tranvía se podrían enmarcar dentro de lo que se conoce como ética normativa.
La posición deontológica, una de las tres ramas de la ética normativa, defiende el deber. Su máximo representante fue Immanuel Kant (1724-1804), que creía que existe una ley moral universal dada por la razón de los seres humanos, sin importar el tiempo o la región del ser en particular. Para un deontológico, la moral está por encima de las posibles consecuencias y de la felicidad. En este punto hay que definir cuál es el deber concreto en cada caso porque, en relación con el dilema del tranvía, hallamos que tanto se podría considerar un deber respetar que una persona no se encuentra en peligro directo de ser atropellada o empujada a la vía, como que cinco personas merecen vivir más que una sola.
El consecuencialismo, en cambio, se basa únicamente en si las consecuencias de los actos son positivas o no. Si lo son, el acto es moral. Las decisiones correctas son aquellas que hacen que suceda la mejor situación posible. Un ejemplo de esta posición es el utilitarismo, según el cual las decisiones correctas son las que proporcionan menos sufrimiento y más felicidad en conjunto. Esta posición nace con Jeremy Bentham y es desarrollada por John Stuart Mill y, sobre todo, por Henry Sidgwick. Un detalle fundamental a tener en cuenta es que, como el propio Mill establece, el utilitarismo no implica egoísmo. En ciertas circunstancias, para conseguir la mayor cantidad de felicidad entre el mayor número de personas posible, será necesario renunciar a la propia felicidad. En relación con el dilema del tranvía, esta es la posición que elige la mayoría de la gente en cuestionarse la primera pregunta (el hecho de accionar la palanca para que muera la menor cantidad de gente posible), pero Judith Jarvis Thomson, posterior estudiosa del dilema, ideó la variante del hombre gordo para demostrar que nuestras “intuiciones utilitaristas” no son del todo fiables porque, en esta segunda cuestión existe la posibilidad de empujar al hombre a la vía para parar el tranvía dirigido hacia cinco personas, y la mayor parte de la gente decide no matar a una persona en detrimento de cinco aunque, desde la posición utilitarista, en ambos casos el espectador debe actuar desviando o parando el tranvía, pues siempre es preferible salvar cinco vidas y no solo una, siguiendo el principio moral esencial. 
Finalmente, tenemos la ética de la virtud, la vertiente que defiende la creadora del dilema del tranvía y que propugna que los actos morales lo son cuando sirven para conducir al hombre hacia la virtud o son un resultado de esto. Lo que convierte una acción en correcta es la honorabilidad de las motivaciones. Sus primeros representantes, ya en la Antigua Grecia, fueron Sócrates, Platón y Aristóteles. Pero en este caso aún múltiples filósofos debaten sobre qué actos consideramos virtuosos.
Para otros teóricos, el espectador no debería actuar en ninguno de los dos casos citados, ya que en ambos estaría matando directamente a una persona, mientras que la situación estrictamente inicial no se trata de su obra y, según este corriente, es peor obrar mal por acción que por omisión: posición negada por quienes defienden el consecuencialismo, que observan la finalidad de la acción y entienden la ausencia de una acción como una elección.

## Relación del dilema con la tecnología y otros problemas modernos

### Conducción automática
Uno de los problemas de la conducción automática es la toma de decisiones éticas en situaciones críticas, como bien plantea el dilema del tranvía. Pueden aparecer situaciones en las que el sistema automático debe decidir qué hacer en situaciones de alto riesgo.
Un caso directo podría ser el siguiente:

En un cruce, un vehículo con 5 personas se salta un semáforo en rojo y se interpone en nuestra vía, el vehículo automático no puede frenar a tiempo y debe escoger si seguir recto y matar a las 5 personas o desviarse y colisionar contra un muro, matando solo al propietario del vehículo automático.

Sobre este mismo dilema también se podría dar la siguiente situación:

Por culpa del asfalto mojado el vehículo automático resbala y se dirige hacia un precipicio. En esa situación el vehículo automático puede seguir recto y matar a su propietario o desviarse y empujar a otro vehículo hacia el precipicio, matando al otro conductor.

En este último caso el dilema se plantea como: ¿A quién debería salvar como prioridad el vehículo automático? ¿Al propietario o a los demás conductores?

### Tecnología bélica
Una aplicación moderna de la cual no se acostumbra a hablar de la ética es la tecnología bélica. Muchos filósofos han considerado la tecnología como una barrera entre el acto y el resultado, una intermediación. Esta posición que filósofos como Bernard Williams han defendido en la actualidad nos dice que la tecnología permite, a la hora de tomar decisiones éticas, utilizar la “lógica”, el utilitarismo, escogiendo siempre la opción del mal menor, ya que el resultado no se percibe tan próximo como en el caso de realizar una acción directamente. Esta posición responde, en referencia al dilema del tranvía, al gran número de personas que en la primera pregunta decidirían atropellar a una persona en vez de a cinco, pues tan solo es necesario accionar una palanca, aunque en la segunda cuestión no se acercarían al hombre que bordea la vía. Este hecho es ya palpable en la tecnología de drones, donde se llega a la separación extrema entre el acto y la consecuencia y donde la psicología y la neurociencia están investigando intensamente. El enemigo queda deshumanizado en la guerra, no se le atribuye a veces ni categoría de humano.
Se han creado nuevas técnicas para utilizar la conciencia humana en estos casos de tecnología bélica y se usan dilemas como el del tranvía para clasificar las respuestas “estándar” de la gente, evaluarlas en grandes cantidades e introducirlas en el desarrollo de inteligencias artificiales. Uno de los casos donde se utilizan estas técnicas es la industria de vehículos autónomos ya que pueden ocurrir situaciones donde la máquina deba tomar decisiones humanas en relación con escoger el mal menor. 
Una de las técnicas que se efectúan es el análisis de la coherencia de valores, que estudia el comportamiento de los hombres dentro de organizaciones o del contexto político e investiga hasta qué punto los valores declarados del individuo se distorsionan en situaciones extremas y complejas.

### Protocolos
Además, otra de las utilidades que hay en la aplicación práctica de la ética es la realización de protocolos que establezcan de forma estandarizada las decisiones que se deben tomar en casos genéricos. Los encargados de realizar tareas de decisión sobre vidas humanas sin información agradecen que existan estos protocolos que intentan ser lo más justos posible. Como ejemplo, tenemos los soldados en el campo de batalla, que resuelven dilemas a través de normas de enfrentamiento, así como los médicos, que responden según el Código Internacional de Ética Médica, o los dirigentes delante de catástrofes. 